# قناة أورك
قناة أورك (بالفرنسية: Canal Ourcq)‏ هي قناة تربط بعض أنهار فرنسا في ناحية باريس.